# Jarosław Pobereżny
Jarosław Bernard Pobereżny – polski agronom, rolnik, doktor habilitowany nauk rolniczych, profesor na Politechnice Bydgoskiej im. Jana i Jędrzeja Śniadeckich.

## Kariera naukowa
W 1997 roku na Politechnice Bydgoskiej im. Jana i Jędrzeja Śniadeckich uzyskał tytuł magistra inżyniera. W tym samym roku został zatrudniony na tejże uczelni, a w 2006 roku na jej Wydziale Rolnictwa i Biotechnologii uzyskał stopień doktora nauk rolniczych w zakresie agronomii na podstawie rozprawy pt. Jakość konsumpcyjna, technologiczna i trwałość przechowalnicza wybranych odmian ziemniaka, której promotorem była Ilona Rogozińska. W 2019 roku ten sam wydział nadał mu stopień doktora habilitowanego nauk rolniczych na podstawie pracy pt. Ocena potencjału oksydacyjnego i kierunku użytkowania ziemniaka w zależności od uwarunkowań genetycznych, nawożenia oraz terminu przechowywania.